# Three Wise Fools (1923)
Three Wise Fools is een Amerikaanse filmkomedie uit 1923 onder regie van King Vidor. Destijds werd de film uitgebracht onder de titel Drie wijze gekken.

## Verhaal
De drie vrijgezellen Findley, Trumbull en Gaunt waren ooit verliefd op de moeder van Sydney Fairfield. Sydney brengt hun een verrassingsbezoek. De drie mannen aanvaarden het voogdijschap over haar, omdat hun oude geliefde het zo gewild heeft. Die regeling werkt goed, totdat ze Sydney ervan gaan verdenken dat ze een inbreker heeft geholpen om binnen te komen. Ze wordt aangehouden, maar de neef van Findley bewijst haar onschuld.

## Rolverdeling
| Acteur              | Personage                         |
| ------------------- | --------------------------------- |
| Claude Gillingwater | Theodore Findley                  |
| Eleanor Boardman    | Rena Fairchild / Sydney Fairfield |
| William H. Crane    | James Trumbull                    |
| Alec B. Francis     | Dr. Richard Gaunt                 |
| John St. Polis      | John Crawshay                     |
| Brinsley Shaw       | Benny                             |
| Fred Esmelton       | Gray                              |
| William Haines      | Gordon Schuyler                   |
| Lucien Littlefield  | Douglas                           |
| Zasu Pitts          | Mickey                            |
| Martha Mattox       | Saunders                          |
| Fred J. Butler      | Poole                             |
| Charles H. Hickman  | Clancy                            |
| Craig Biddle jr.    | Jonge Findley                     |
| Creighton Hale      | Jonge Trumbull                    |
| Raymond Hatton      | Jonge Gaunt                       |